# Kees van Ierssel
Cornelius «Kees/Cees» Claudius Henricus van Ierssel (pronunciación en neerlandés: /kɔrˈneːlijɵs ˈkeːs ˈklʌudijɵs ˈɦɛnrikɵs fɑn ˈiːrsəl/; Breda, Países Bajos, 6 de diciembre de 1945) es un exfutbolista neerlandés que jugaba como defensa.
Es autor del gol más rápido de la historia del fútbol neerlandés, al marcar a los siete segundos en un partido que disputaba su club, el Baronie Breda, contra De Graafschap el 28 de enero de 1968 por la Tweede Divisie.

## Selección nacional
Fue internacional con la selección neerlandesa en 6 ocasiones. Formó parte de la selección subcampeona de la Copa del Mundo de 1974, pese a no haber jugado ningún partido durante el torneo.

### Participaciones en Copas del Mundo
| Mundial                        | Sede             | Resultado  | Partidos | Goles |
| ------------------------------ | ---------------- | ---------- | -------- | ----- |
| Copa Mundial de Fútbol de 1974 | Alemania Federal | Subcampeón | 0        | 0     |

## Clubes
| Club          | País         | Año       |
| ------------- | ------------ | --------- |
| Baronie Breda | Países Bajos | 1967-1969 |
| FC Twente     | Países Bajos | 1969-1979 |

## Palmarés

### Títulos nacionales
| Título                   | Club      | País         | Año  |
| ------------------------ | --------- | ------------ | ---- |
| Copa de los Países Bajos | FC Twente | Países Bajos | 1977 |